# Perui borsfa

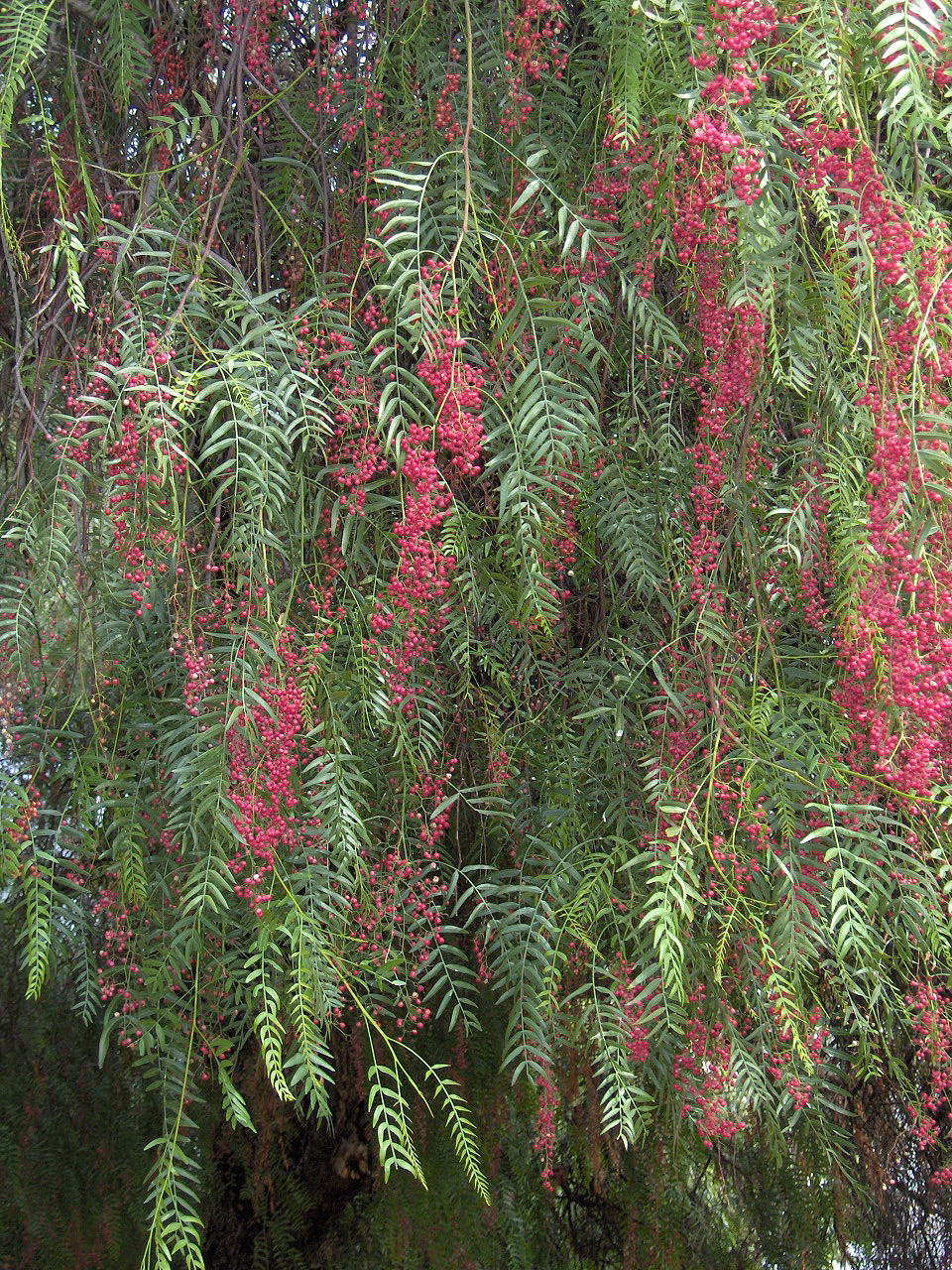
Perui borsfa lombja érett gyümölcsökkel

A perui borsfa (Schinus molle) a szappanfavirágúak (Sapindales) közé tartozó szömörcefélék (Anacardiaceae) családjának egyik faja. Rendszertanilag nem rokona a borsnak (Piper nigrum).

## Származása, elterjedése
Dél-Amerikából származik. Nemcsak Peruban honos, de nő a kontinens minden, trópusi éghajlatú részén Argentínától Mexikóig. Mexikóban az északnyugati államok és a Yucatán-félsziget kivételével szinte minden állam területén megtalálható. Fűszer-, illetve dísznövényként több, trópusi, illetve szubtrópusi éghajlatú vidékre is betelepítették, így például:
- Madeirára,
- a Hawaii-szigetekre,
- a Mediterráneumba.

Madeirán a sziget déli partján ültetik dísznövényként a tengerparti sávban, mintegy 400 m magasságig, leginkább Funchalban, ahol több parkban és kertben is megtalálható — a Szent Katalin parkban több változata is.

## Megjelenése, felépítése
Nagyjából 8 m magasra növő fa. Lecsüngő ágai a szomorúfűzre emlékeztetnek. Letört hajtásai, elmorzsolt levelei egyaránt a borséra emlékeztető illatot árasztanak. Jelentéktelen külsejű virágai fehéres árnyalatúak.
Rózsaborsnak nevezett termései körülbelül 4 mm-es, gömbölyű, egymagvas, vékony csonthéjú bogyók. A bogyókban viszonylag sok a cukor (amitől édeskések) és 3-5% az illóolaj (amitől aromásak). Terpéntartalmuk miatt ízük a borókabogyóéra emlékeztet.

## Életmódja, élőhelye
Egyáltalán nem fagytűrő, már a 10 °C alatti hőmérsékletet is rosszul viseli.

## Felhasználása
Az érett bogyókat megszárítják és sólében áztatják. A rózsaborssal elsősorban díszítik az ételeket: a szárított bogyókat összekeverik egyéb borsfajtákkal, és átlátszó borsőrlőben ékítik velük az asztalt. Fűszerként nem érdemes bors helyett használni, mivel azt nem pótolja, a rózsapiros szemek íze nagyon gyenge. Túlzott fogyasztásuk némelyeknek légzési nehézséget okozhat, illetve irritálhatja a nyálkahártyát. Nagyobb mennyiségben az emésztőrendszerben émelygéssel és hányással járó gyulladást okozhat.
Az európai piacokon forgalmazott rózsaborsot Réunion szigetétől hozzuk be, de az nem a perui, hanem a piros rózsabors termése — ezt a szigeten nagyüzemileg termesztik.
Dísznövényként is gyakran ültetik.